# Голубая гуирака
Голубая гуирака (лат. Passerina caerulea) — вид певчаих птиц семейства кардиналовых (Cardinalidae). Выделяют 7 подвидов. Некоторые авторы присоединяют вид к семейству овсянковых (Emberizidae).

## Описание
У тёмно-синего самца на крыльях коричневые полоски, чёрное лицо и конусообразный клюв, у самки верхняя сторона тёмно-коричневая, а нижняя сторона бледнее, на крыльях полоски кремового цвета.

## Распространение
Голубая гуирака распространена в умеренных регионах Северной Америки, мигрирует на юг и проводит большую часть года в Мексике, Центральной и Южной Америке, а также в Карибском море.

## Размножение
Во время тока самец распевает с возвышенного места. Громкой трелью он обозначает свой участок и пытается привлечь самку. Самка в одиночку строит гнездо в кусте или низком дереве и откладывает 3–4 яйца. Самка высиживает их и кормит птенцов. После того, как они становятся самостоятельными, самец перенимает дальнейшую заботу. Самка гнездится затем во второй раз. Буроголовый коровий трупиал часто пытается подбросить яйцо в гнездо птиц. Голубая гуирака из-за этого строит  иногда второй этаж над гнездом. Уже наблюдалось, что птица одновременно выкармливает собственных птенцов и птенцов гнездового паразита.